# محمد صادق الأردستاني
محمد صادق بن محمد الأردِستاني (1644 - 1721) فيلسوف إيراني. ولد في أردستان وتعلم بها وفي أصفهان. هو فيلسوف من مدرسة أصفهان و له كتاب الحكمة الصادقية الذي يعالج فيه مسألة النفس وملكاتها فوق الحسية. قال بمذهب تجرد الخيال ضد ابن سينا والسينويين. توفي في سنة حصار أصفهان من قبل الأفغان، 1721 م. 

## سيرته
ولد محمد صادق بن محمد قاسم بن محمد مهدي بن كمال الدين محمد بن فضل الله جمال الدين الأردستاني في 1054 هـ/ 1644 م في أردستان وتعلم بها ثم تلقى علومه في أصفهان ودرس الفلسفة على مير فندرسكي ورحب علي التبريزي والفيض الكاشاني. من تلامذته هو حزين اللاهيجي. قال عنه محمد حسين الزنوني (1172 - 1218 هـ) «المولى العارف صادق الاردستاني المتوفي 1134 هـ: هو المولى محمد المدعو به الصادق كان عالماً، فاضلاً، كاملاً، محققاً، مدققاً، حكيماً، فيلسوفاً، عارفاً، نحريراً، جليل الشأن، عظيم المرتبة، معاصر المولى محمد باقر المجلسي عليه الرحمة و كان كثير الميل إلى التصوف وقد أخرجه الفاضل من بلدة اصفهان ونفاه عنها من باب الأمر بالمعروف فلم يقدر أن يرجع إليها إلي أن مات الفاضل عليه الرحمة وله تحقيقات رشيقة لطيفة في فنه وكان سيد الحكماء المتأخرين و سند العرفاء المتألهين و سمعت من مشايخنا وصف تبحره و عرفانه و زهد كثيراً قدس الله سرّه...»

توفي في 1134 هـ/ 1721 م، سنة حصار أصفهان من قبل الأفغان. دفن في مقبرة تخت فولاد في جنوب جسر خاجو ثم نقل جثمانه بعد التخطيط العمراني الجديد لمدينة أصفهان في القرن 20 إلى تكية الكازروني. 

## حياته الشخصية
له من أبناء محمد إبراهيم ومحمد شفيع ومحمد طاهر.

## آثاره
- الحكمة الصادقية: في مسألة النفس وملكاتها فوق الحسية.
- رسالة في وحدة وجود
- اختيارات الايام والساعة، بالفارسية.
- رسالة تباشير في العرفان.